# Delirious (film, 2006)
Pour l’article homonyme, voir Delirious.
Pour plus de détails, voir Fiche technique et Distribution.
Delirious est un film américain réalisé par Tom DiCillo, sorti en 2006. 

## Synopsis
Les Galantine (Steve Buscemi) est paparazzi à New York. Toujours à l'affut d'un cliché vendeur, il rencontre Toby Grace (Michael Pitt), un SDF qui, à la recherche d'un toit et d'un peu de compagnie, lui propose de travailler gratuitement comme assistant. La gratuité est un argument qui touche toujours Les et il accepte cette proposition. Un concours de circonstances fait que Toby rencontre et aide K'Harma (Alison Lohman) une jeune chanteuse, star de la pop qui essaye d'éviter les paparazzis et dont il tombe amoureux.

## Fiche technique
- Titre : Delirious
- Réalisation : Tom DiCillo
- Scénario : Tom DiCillo
- Production : Mark Balsam, Jimmy de Brabant, Michael Dounaev, John Flock, Gary Howsam, Kristi Lake, Jennifer Levin, Kami Naghdi, Robert Salerno, Lewin Webb, Jamie H. Zelermyer, Barry Zemel
- Sociétés de production : Thema Production et Peace Arch Entertainment Group
- Budget : 5 millions de dollars américains (3,67 millions d'euros)
- Musique : Anton Sanko
- Photographie : Frank G. DeMarco
- Montage : Paul Zucker
- Décors : Teresa Mastropierro
- Costumes : Victoria Farrell
- Pays d'origine : États-Unis
- Format : couleurs - 1,85:1 - Dolby Digital - 35 mm
- Genre : comédie dramatique
- Durée : 107 minutes
- Date de sortie : 26 septembre 2006 (festival de Saint-Sébastien), janvier 2007 (festival de Sundance), 27 mai 2007 (festival de Cannes), 4 juillet 2007 (France), 15 août 2007 (États-Unis), 21 mai 2008 (Belgique)

## Distribution
- Steve Buscemi : Les Galantine
- Michael Pitt : Toby Grace
- Alison Lohman : K'Harma Leeds
- Kevin Corrigan : Ricco
- Gina Gershon : la directrice de casting
- Elvis Costello : lui-même
- Cinqué Lee : Corey
- Doris Belack : la mère de Les

## Autour du film
- Le tournage a débuté le 9 novembre 2005 et s'est déroulé à New York.

## Distinctions
- Festival international du film d'Istanbul 2007 : Prix spécial du jury.
- Festival de San Sebastián 2006 : Prix du jury pour le meilleur scénario (Tom DiCillo), Prix SIGNIS et Coquille d'argent du meilleur réalisateur (Tom DiCillo).
- U.S. Comedy Arts Festival 2007 : prix AFI du meilleur réalisateur (Tom DiCillo).
- Festival du film d'aventures de Valenciennes 2007 : prix du meilleur réalisateur pour Tom DiCillo, prix du public